# Gasificació integrada en cicle combinat
La gasificació integrada en cicle combinat o GICC és un sistema de producció d'energia elèctrica que utilitza gas de síntesi per impulsar una turbina de gas. La calor residual del primer procès s'aprofita en una turbina de vapor mitjançant un cicle combinat.

## Tecnologia
És una tecnologia que transforma el carbó en gas de síntesi) a través de la gasificació. A continuació, elimina les impureses del gas de hulla abans de ser cremat. D'això resulta una disminució de les emissions de diòxid de sofre, partícules i mercuri. També es tradueix en una major eficiència en comparació amb el sistema convencional de carbó polvoritzat. Té una gran utilitat causa de l'abundància de carbó en diferents parts del món, i perquè el seu preu s'ha mantingut relativament constant en els últims anys, el carbó s'utilitza aproximadament per al 50% de les necessitats energètiques en països com Estats Units. Per tant, la reducció de les emissions que permet la tecnologia IGCC pot ser important en el futur amb les normes d'emissió més estrictes a causa de la creixent preocupació pels efectes dels contaminants sobre el medi ambient en el món. A continuació es mostra un diagrama de flux esquemàtic d'una planta d'IGCC:

Diagrama de funcionament d'una central amb GICC.

## Principi de funcionament

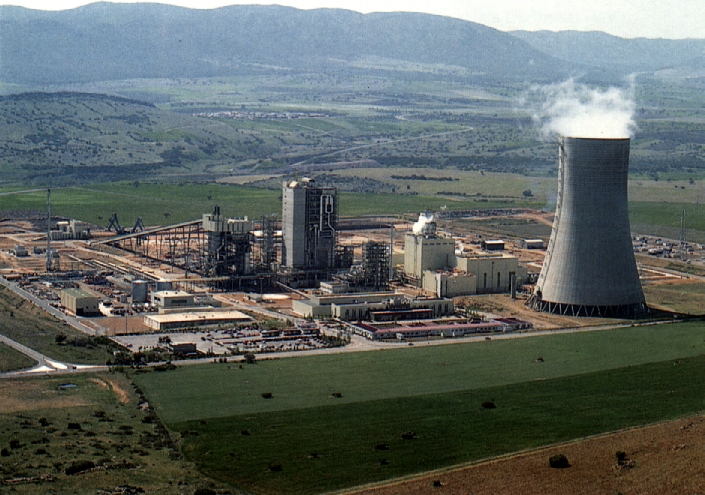
Central tèrmica de Elcogas, en Puertollano, primera instal·lació a Espanya amb tecnologia GICC.

En un primer moment, el combustible és reduït a grans, i posteriorment injectat en un gasificador, on actua amb oxigen i vapor d'aigua. Per evitar una combustió completa, l'oxigen no és abundant. Llavors tenen lloc diverses reaccions: combustió parcial (sobretot de monòxid de carboni), que trenca les molècules del combustible mitjançant piròlisi, i la reacció amb el vapor d'aigua, que produeix monòxid de carboni i hidrogen.
Producte de la gasificació, s'obté un gas de síntesi que comprèn les emissions de CO, CO₂, H2 i H2S. Aquest gas es refreda i es tracta, el pols es filtra, i el sofre és eliminat per absorció química. La cendra de la gasificació també és tractada, el que permet la recuperació dels metalls pesants.
A continuació, el tractament de gas de síntesi s'utilitza com a combustible per a la central elèctrica de cicle combinat en si: una o més turbines de gas on els gasos d'escapament alimenten una caldera connectada a una turbina de vapor, que també recupera el calor de refrigeració de la gasificació.
Per a la reducció de les emissions de diòxid de carboni es pot incorporar a la central la tecnologia de captura de CO2 (captura en postcombustió, precombustió i oxicombustió). Aquest tipus de tecnologia redueix considerablement les emissions de diòxid de carboni, amb l'inconvenient de ser una tecnologia molt cara.

## Centrals GICC
La tecnologia GICC es troba en fase de prova a tot el món. En Espanya, la primera planta que ha aplicat el sistema és la Central tèrmica d'Elcogas, a Puertollano, posada en marxa el 1996. Té la possibilitat de gasificar diferents tipus de carbó i coc de petroli.